# Grand Mound (Washington)
Grand Mound és una concentració de població designada pel cens dels Estats Units a l'estat de Washington. Segons el cens del 2000 tenia 1.948 habitants.

## Demografia
Segons el cens del 2000, Grand Mound tenia 1.948 habitants, 687 habitatges, i 529 famílies. La densitat de població era de 239,5 habitants per km².
Dels 687 habitatges en un 38% hi vivien nens de menys de 18 anys, en un 57,2% hi vivien parelles casades, en un 12,7% dones solteres, i en un 22,9% no eren unitats familiars. En el 16,7% dels habitatges hi vivien persones soles el 5,4% de les quals corresponia a persones de 65 anys o més que vivien soles. El nombre mitjà de persones vivint en cada habitatge era de 2,84 i el nombre mitjà de persones que vivien en cada família era de 3,13.
Per edats la població es repartia de la següent manera: un 29,1% tenia menys de 18 anys, un 9,7% entre 18 i 24, un 30,9% entre 25 i 44, un 21,2% de 45 a 60 i un 9,1% 65 anys o més.
L'edat mediana era de 33 anys. Per cada 100 dones de 18 o més anys hi havia 102,8 homes.
La renda mediana per habitatge era de 42.153 $ i la renda mediana per família de 41.864 $. Els homes tenien una renda mediana de 40.250 $ mentre que les dones 24.511 $. La renda per capita de la població era de 16.008 $. Aproximadament el 13,5% de les famílies i el 14,8% de la població estaven per davall del llindar de pobresa.

## Poblacions més properes
El següent diagrama mostra les poblacions més properes.